# うどんや風一夜薬本舗
株式会社うどんや風一夜薬本舗（うどんやかぜいちやくすりほんぽ）は、大阪府大阪市東住吉区に本社を置く日本の製薬会社である。主に風邪薬を中心とした医薬品の製造・販売を行っている。旧商号は「末廣勝風堂」（すえひろしょうふうどう）。

## 歴史
創業者・初代末廣幸三郎が1876年（明治9年）、大阪・島之内（現在の大阪市中央区島之内）でショウガと解熱剤を配合した風邪薬を創製、“温かいうどんを食べ体を温め一夜サッと寝る”ことが養生の基本だと考え、この風邪薬を「うどんや風一夜薬」の名前で販売したのが始まり。関西を中心に人気を集めた。関西（主に大阪）では、江戸時代から、うどん屋が至る所にあり、うどんを主食とする庶民もいたという。関東地方では当初「そばや風一夜薬」の名称で販売されていた。名前に「うどんや」とあるが、これはうどん屋でも取り扱っていたことの名残である。現在は戦後の薬事法改正により、うどん屋で薬を売ることは出来なくなっている。
現在は風邪薬の他、ショウガをベースとした健康食品の販売も行っている。

## 沿革
- 1876年（明治9年）6月 - 「末廣勝風堂」として創業。
- 1950年（昭和25年）9月 - 法人組織に改組。
- 1971年（昭和46年）6月 - 商号を「株式会社うどんや風一夜薬本舗」に改称。
- 2003年（平成15年）1月1日、大阪・住吉大社境内に「住吉大社薬局」を開設。

## 事業所
本社
大阪府大阪市東住吉区山坂1-11-2
鳥羽支店・和漢薬研究所
三重県鳥羽市安楽島町1045-35
住吉大社店
大阪府大阪市住吉区住吉2-9 住吉大社境内

## 主な商品

### 医薬品
- うどんや風一夜薬【指定第2類医薬品】

### 食品
- 特製 しょうが飴 中辛
- 特製 しょうが飴 辛口絶佳
- 特製 のどしょうが飴
- 特製 薄荷しょうが飴
- 特製 抹茶 しょうが飴
- 特製 しょうが湯 中辛
- 特製 しょうが湯 辛口絶佳
- しょうが茶グラノーラ
- しょう飴がけグラノーラ
- 即席 稲庭 風一夜うどん